# Orbita molnija
Orbita molnija (rusko молния, "Strela") je tip visoko eliptične orbite z inklinacijo 63,4 stopinj z argumentom perigeja -90 stopinj. Čas orbite je pol zvezdnega dneva. Ime Molnija je dobilo pa seriji satelitev Molnija, ki jih je Sovjetska zveza od 1960ih let izstreljevala v to orbito.
Satelit v zelo ekscentrični orbiti preživi več čas v bližini apogeja, ki je za orbito molnija v severni polobli. Apogej je približno 40 000 kilometrov, zato bo imel dobro vidljivost na severni polobli, kjer leži Rusija, Severna Evropa, Grenlandija in Kanada.
Za dobro pokritost so potrebni trije pravilno nameščeni Molnija sateliti.
Velik del prejšnje Sovjetske zveze, je bil lociran na velikih severnih geografskih širinah. Zato bi satelit v geostacionarni orbiti, ki je lociran nad okrog 35000 kilometrov ekvatorjem in ima inklinacijo nič, moral oddajati zelo močan signal za sprejem zaradi majhnega kota. Molnija satelit je bolj primeren za severne širine ker gleda naravnost dol del svoje orbite.
Prednost molnije je tudi precej manjša potrebna energija za izstrelitev v primerjavi z geostacionarno orbito. Slabost je, da se satelit premika, zato je potrebna sledilna antena. Satelit v molniji tudi prečka Van Allenove sevalne pasove štirikrat dnevno.
Molnija se največkrat uporablja za istoimenske komunikacijske satelite. Po dveh neuspelih izstrelitvah leta 1964, je bil prvi uspešni satelit izstreljen februarja 1965. Sprva so jih uporabljalo za vojaške namene in so imeli zelo kratko življenjsko dobo. Molnija-2 se je uporablja za vojaške in civilne prenose po vsej Sovjetski zvezi, ustvarili so televizijsko omrežje Orbita. Novi sateliti imajo oznako Molnija-3.
Sateliti v molniji so se uporabljali tudi za izvidniške (vohunske) lete nad ameriški izstrelišči raket. Prednost je bil boljši kontrast s severnih pozicij v primerjavi z GSO.